# Shurandy Sambo
Shurandy Ruggerio Sambo (ur. 19 sierpnia 2001 w Geldrop) – holenderski piłkarz pochodzący z Curaçao, grający na pozycji prawego obrońcy w klubie Sparta Rotterdam do którego jest wypożyczony z Burnley F.C..

## Sukcesy

### PSV Eindhoven
- Superpuchar Holandii: 2024

### Holandia U17
- Mistrz Europy U-17: 2018[4]